# Лі (округ, Арканзас)
Шаблон:StateAbbr_ 34°46′32″ пн. ш. 90°46′29″ зх. д. / 34.775555555556° пн. ш. 90.774722222222° зх. д.
Округ Лі (англ. Lee County) — округ (графство) у штаті Арканзас. Ідентифікатор округу 05077.

## Історія
Округ утворений 1873 року.

## Демографія
За даними перепису
2000 року
загальне населення округу становило 12580 осіб, зокрема міського населення було 5089, а сільського — 7491.
Серед мешканців округу чоловіків було 6630, а жінок — 5950. В окрузі було 4182 домогосподарства, 2962 родин, які мешкали в 4768 будинках.
Середній розмір родини становив 3,14.
Віковий розподіл населення поданий у таблиці:
| Стать    | До 15 років | 15-21 | 22-29 | 30-39 | 40-49 | 50-65 | 65-85 | Понад 85 |
| -------- | ----------- | ----- | ----- | ----- | ----- | ----- | ----- | -------- |
| Чоловіки | 1283        | 696   | 1039  | 1101  | 903   | 902   | 619   | 87       |
| Жінки    | 1370        | 619   | 504   | 671   | 778   | 956   | 873   | 179      |

## Суміжні округи
- Сент-Френсіс — північ
- Кріттенден — північний схід
- Туніка, Міссісіпі — схід
- Філліпс — південь
- Монро — захід

## Виноски
1. ↑  U.S. Decennial Census. United States Census Bureau. Архів оригіналу за 4 квітня 2018. Процитовано 27 серпня 2015.
2. ↑  Historical Census Browser. University of Virginia Library. Архів оригіналу за 11 серпня 2012. Процитовано 27 серпня 2015.
3. ↑  Forstall, Richard L., ред. (27 березня 1995). Population of Counties by Decennial Census: 1900 to 1990. United States Census Bureau. Архів оригіналу за 24 вересня 2015. Процитовано 27 серпня 2015.
4. ↑  Census 2000 PHC-T-4. Ranking Tables for Counties: 1990 and 2000 (PDF). United States Census Bureau. 2 квітня 2001. Архів оригіналу (PDF) за 18 грудня 2014. Процитовано 27 серпня 2015.
5. ↑  State & County QuickFacts. United States Census Bureau. Архів оригіналу за 7 червня 2011. Процитовано 23 травня 2014.(англ.) Наведено за англійською вікіпедією.
6. ↑  American FactFinder. Бюро перепису населення США. Архів оригіналу за 26 лютого 2012. Процитовано 31 січня 2008.

| США | Це незавершена стаття з географії США. Ви можете допомогти проєкту, виправивши або дописавши її. |